# Visoko (gmina Ig)
Visoko – wieś w Słowenii, w gminie Ig. W 2018 roku liczyła 268 mieszkańców.